# Halil Akbunar
Halil Akbunar (* 9. November 1993 in Izmir) ist ein türkischer Fußballspieler.

## Karriere

### Verein
Akbunar begann mit dem Vereinsfußball in der Jugend des Amateurvereins Balçova İdman Yurdu und wechselte 2010 in die Jugend von Antalyaspor. Bereits nach einem Jahr verließ er diesen Verein und wechselte in die Jugend des Traditionsvereins seiner Heimatstadt, zu Göztepe Izmir. Hier erhielt er auf Direkte des Cheftrainers im Frühjahr 2012 einen Profivertrag. Sein Profidebüt gab er dabei am 14. Januar 2012 bei der Zweitligabegegnung gegen Kartalspor. Bis zum Saisonende absolvierte er elf Ligaspiele und traf dabei zweimal. Für die Saison 2015/16 lieh ihn sein Verein an den Zweitligisten Elazığspor aus. Anschließend spielte er weiter sieben Jahre für Göztepe und wechselte dann im Sommer 2022 nach 310 Pflichtspielen mit 49 Toren weiter zum belgischen Erstligisten KVC Westerlo. Nach Einsätzen bei 14 von 19 möglichen Ligaspielen, in denen er zwei Tore schoss, sowie einem Pokalspiel mit einem Torerfolg kehrte er ein halbes Jahr später aus familiären Gründen zurück in die Türkei und unterschrieb bei Eyüpspor in der Zweiten Liga einen Vertrag mit einer Laufzeit bis zum Ende der Saison 2025/26.

### Nationalmannschaft
Akbunar fiel nach seinem Aufstieg in die Profimannschaft Göztepes den Nationaltrainern der türkischen U-19 auf und wurde das erste Mal am 28. Februar 2012 für die Nationalmannschaft nominiert. Er absolvierte für die U-19 bisher zwei Begegnungen. Im gleich Jahr begann er auch für die türkische U-20-Nationalmannschaft aufzulaufen. Im Rahmen der U-20-Fußball-Weltmeisterschaft 2013 wurde er in das Turnieraufgebot der türkische U-20-Nationalmannschaft berufen und kam dort auch in zwei Partien zum Einsatz. Am 27. März 2021 kam Akbunar dann als 27-jähriger zu seinem Debüt für die türkische A-Nationalmannschaft gegen Norwegen (3:0). Beim WM-Qualifikationsspiel auf neutralem Boden im Estadio La Rosaleda wurde der Mittelfeldspieler in der 86. Spielminute für Burak Yılmaz eingewechselt. Sein zweiter und vorerst letzter Einsatz folgte zwei Monate später im Testspiel gegen Aserbaidschan (2:1).

## Erfolge
Göztepe Izmir
- Meister der TFF 2. Lig und Aufstieg in die TFF 1. Lig: 2014/15

U-20-Nationalmannschaft 
- Achtelfinalist der U-20-Fußball-Weltmeisterschaft: 2013